# Alfonso Gomez-Rejon
Alfonso Gomez-Rejon (undertiden Alfonso Gomez Rejon , Alfonso Gómez-Rejón eller Alfonso Gómez Rejón) er en amerikansk film-og tv-instruktør, skuespiller, og castningsrådgiver. Han begyndte sin karriere bag kulisserne og blev en fremtrædende assisterende instruktør for større film. Senere blev han den primære instruktør for tv-reklamer og episoder af tv-programmer. Hans arbejde som reklame-instruktør omfatter American Express, Chevrolet (Super Bowl XLV) og T-Mobile. Hans tv-programmer omfatter flere episoder af Glee.

## Eksterne links
- Alfonso Gomez-Rejon på Internet Movie Database (engelsk)
- Alfonso Gomez-Rejon på Filmdatabasen
- Alfonso Gomez-Rejon på Scope
- Alfonso Gomez-Rejon på Svensk Filmdatabas (svensk)
- Alfonso Gomez-Rejon på AlloCiné (fransk)
- Alfonso Gomez-Rejon på AllMovie (engelsk)
- Alfonso Gomez-Rejon på The Movie Database (engelsk)